# Offener Kanal Flensburg
Offener Kanal Flensburg (≈ Åben Kanal Flensborg) er en ukommerciel lokal-tv for Flensborg og det omkringliggende område i Sydslesvig. Den åbne kanal gik i luften med første program i juni 1995. Den fungerer som borger-tv, hvor borgere med bopæl i Slesvig-Holsten, Hamborg eller Syddanmark selv kan producere tv-programmer. TV-stationen har adresse i Flensborg-Jørgensby, og her foregår også det redaktionelle og journalistiske arbejde med både lønnede og ulønnede medarbejdere. 
Den åbne kanal sender kun i kabelnet. Sendeområdet er begrænset til Flensborg-området, Kappel, Slesvig, Bredsted, Læk og Nibøl. I Nibøl har den åbne kanal også et lille sendestudie. Der er også samarbejde med Aabenraa Lokal TV.
Den åbne kanal i Flensborg er sammen med kanalerne i Kiel, Lübeck og på vestkysten en del af Offener Kanal Schleswig-Holstein.